# El círculo (película de 2000)
El círculo (en persa: دایره‎, romanizado: Daeré) es una película de 2000 del director iraní Jafar Panahi. Coproducción italo-iraní se trata de una cinta de género dramático que crítica el trato de las mujeres en Irán lo que ha motivado su censura y prohibición en ese país. Destaca por la utilización de novedosos elementos formales como la estructura narrativa circular, la transgresión de códigos respecto a lo comúnmente admitido en su país de origen como el uso de los primeros planos, el cambio de ritmo o la técnica documental.
La cinta obtuvo 8 nominaciones y 12 galardones incluidos el León de Oro del Festival de Venecia o el premio FIPRESCI a película del año en el Festival de San Sebastián.

## Argumento
Una mujer acaba de dar a luz a una niña. Todavía no lo sabe pero ella y su hija están ya marcadas. A pesar de que la ecografía pronosticaba un varón, la recién nacida es niña. La incredulidad inicial da paso a la desesperación ya que la abuela sabe que su yerno pedirá el divorcio. Una mujer es indeseable y, para demostrarlo, está el resto de las historias.
Tres mujeres jóvenes salen de prisión con un permiso temporal. La necesidad de dinero para huir les llevará a tomar decisiones desesperadas. La más joven e inocente, Nargess, intenta dejar la ciudad y volver a su pueblo, idealizado después de la temporada en prisión. Su amiga Arezou empleará recursos desesperados e inconfesables para conseguir el dinero para el pasaje. La otra ex convicta, después de ser repudiada por sus hermanos, deambula entre las demás intentando hacerse un aborto algo imposible sin el consentimiento de su padre ya que este ha sido ejecutado. La embarazada es, a su vez, testigo del abandono que una madre hace de su hija en plena calle, convencida de que una familia, o el Estado, podrán darle una vida mejor que junto a una madre sin marido. 
Será la actuación de una prostituta, testigo de la injusticia y la hipocresía, quien reunirá a todas las víctimas de esa sociedad en la que una mujer sola no tiene un lugar.

## Reparto
- Nargess Mamizadeh - Nargess
- Maryiam Parvin Almani - Arezou
- Mojgan Faramarzi - Prostituta
- Elham Saboktakin - Enfermera
- Monir Arab - Vendedor
- Solmaz Panahi - Solmaz
- Fereshteh Sadre Orafaiy - Pari
- Fatemeh Naghavi - Madre
- Abbas Alizadeh - Padre de Pari
- Negar Ghadyani
- Liam Kimber - Sahij
- Ataollah Moghadas - Haji
- Khadijeh Moradi
- Maryam Shayegan -  Parveneh
- Maedeh Tahmasebi - Maedeh

## Recepción
La película obtiene muy buenas valoraciones entre los usuarios de los portales de información cinematográfica y entre la crítica especializada. En IMDb, computados 6.206 votos, obtiene una puntuación de 7,4 sobre 10. En FilmAffinity tiene una puntuación de 7,0 sobre 10 entre las 1.505 valoraciones registradas. En el agregador de críticas Rotten Tomatoes obtiene la calificación de "fresco" para el 94% de las 63 críticas profesionales registradas y para el 79% de las más de 1.000 críticas recibidas de los usuarios.
El crítico y director Ángel Fernández Santos en el diario El País lo consideró un "admirable(...) película llena de coraje moral y política, sobre la brutal opresión que sufren las mujeres bajo el régimen integrista de Irán". Philipp Engel en la revista Fotogramas la incluyó en su reportaje de 2017 "Las mejores películas según la crítica internacional en lo que va de milenio" destacando "A Jafar Panahi todavía no lo habían arrestado ni prohibido rodar, pero esta crítica de la sexista sociedad iraní (ríanse de la nuestra) fue obviamente prohibida y condenada en Irán. Y así siguen las cosas ahí. Por muchos años".
FilmAffinity destaca en su valoración que "además del León de Oro en el Festival de Venecia, se llevó otros dos premios -no oficiales-. Uno el Premio de la Crítica Internacional, que consideró la película de Jafar Panahi "una imaginativa fusión entre fondo y forma en su abordaje de la situación de la mujer en una sociedad patriarcal". También fue galardonado con el Premio de la Unicef, que le fue concedido "por afrontar con coraje la difícil condición de la mujer en la sociedad iraní, que la encierra en una prisión cotidiana hecha de discriminación y de temor"". 
Deborah Young en la revista Variety la calificó en 2000 como "Fascina y horroriza(...) Está rodada con una simplicidad tan hábil(...) que la historia de estas mujeres va más allá de la crítica social para lograr una visión humana universal". Peter Bradshaw en el diario The Guardian indicó que "el lenguaje cinematográfico de Panahi es menos opaco y menos planificado que lo que está saliendo últimamente de Irán. Es una película con gente real(...) Interesante, humana y muy seria". El crítico Roger Ebert le otorgó 3,5 sobre 4 destacando "es muy peligrosa para el statu quo de Irán porque nos pide que nos identifiquemos con los problemas de unas mujeres cuyo único error es ser mujeres". Stephen Hunter en el periódico The Washington Post sintetiza que "admira la película por la pasión y la precisión con la que cumple su misión(...) A su manera enérgica, es una obra devastadora y muy valiente".